# حمله به سفارت روسیه در تهران
حمله به سفارت روسیه در تهران یا کشتار سفارت روسیه در تهران (به روسی: Резня в русском посольстве в Тегеране) در چهارشنبه ۱۱ فوریهٔ ۱۸۲۹ میلادی (۲۲ بهمن ۱۲۰۷ خورشیدی) توسط عده‌ای از اهالی تهران صورت گرفت. در پی این حمله الکساندر گریبایدوف، وزیرمختار روسیه و بسیاری از کارکنان سفارت و همچنین ارمنیان و گرجیانی که در سفارت پناه گرفته بودند، کشته شدند.
در پی این رخداد روابط ایران و روسیه دگربار به تیرگی گرایید و این دو کشور در آستانهٔ جنگی جدید قرار گرفتند. ایران با فرستادن هیئتی به روسیه همراه با نامهٔ پوزش و الماسی ۸۸ قیراطی موسوم به الماس شاه، به دلجویی از روسیه پرداخت.

## رخداد
زمانی که الکساندر گریبایدوف، وزیر مختار وقت روسیه، متوجه شد تعدادی از زنان گرجی در منازل رجال ایرانی به سر می‌برند، طبق مفاد مادهٔ سیزده عهدنامهٔ ترکمانچای آنان را اسیر تلقی و استردادشان را از دولت ایران درخواست کرد. با کمک و هدایت میرزا یعقوب ارمنی، یکی از خواجگان حرم‌سرای فتحعلی‌شاه که با خانواده‌های رجال ایران آشنا بود، از اوضاع آگاهی یافت و با مراجعه به شخصیت‌های سرشناس به مطالبهٔ زنان گرجی پرداخت که در حرم‌سرای آنان بودند. سرانجام با پافشاری گریبایدوف دو زن گرجی که به گفتهٔ ایرانیان مسلمان شده بودند و در منزل آصف‌الدوله صدراعظم پیشین به سر می‌بردند، به هیئت روسی پناهنده شدند.
بسیاری از مردم در تهران از بسته شدن معاهدهٔ ترکمانچای خشمگین بودند و پس از آن‌که میرزا یعقوب ارمنی به سفارت روسیه پناهنده شد، عده‌ای از مردم به تحریک مجتهدی به نام میرزا مسیح مجتهد، در ۱۱ فوریهٔ ۱۸۲۹ به سفارت روسیه واقع در باغ ایلچی در مجاورت گود زنبورک‌خانه حمله کردند. جمعیتی ۴–۵ هزار نفری با چوب و چماق در برابر سفارت جمع شدند و به داخل سفارت سنگ‌پرانی می‌کردند و صدای تیراندازی به گوش می‌رسید که ناگهان جمعیت وارد حیاط سفارت شد. در مرحلهٔ نخست، چند قزاق و مستخدم سفارت و چند نفر از مهاجمان هم به ضرب گلولهٔ محافظان کشته شدند. اما کم‌کم مهاجمان بیشتری که به سلاح گرم مجهز بودند هم به سفارت ریختند.
قزاقان مأیوسانه می‌جنگیدند تا حیاط را از جمعیت خالی کنند. اما شمارشان کافی نبود. در همین موقع مهاجمان از دیوار محل سکونت سفیر بالا رفتند و از همان‌جا شروع به تیراندازی کردند. سپس طاق اتاق خواب را سوراخ کردند تا بتوانند به پایین تیراندازی کنند. یکی از نخستین گلوله‌ها گریبایدوف را از پای درآورد. یادداشت‌نویسی که آخرین لحظات زندگی سفیر کبیر وقت روسیه در تهران را روایت کرده می‌نویسد: آخرین کلماتی که از او شنیدم این بود «فتحعلی‌شاه فتحعلی‌شاه اصلاً برایم مهم نیست یا چیزی شبیه این».
مردم خشمگین هر کس را یافتند کشتند و تنها مالتسُف، دبیر اول سفارت که خود را به لباس مبدل درآورده بود جان سالم به در برد. سرانجام جنازهٔ مثله‌شدهٔ گریبایدوف شناسایی و به تفلیس فرستاده و در همان شهر دفن شد.

### ادعای دخالت بریتانیا
در فوریهٔ ۲۰۱۶ نیکیتا میخالکوف، رئیس اتحادیهٔ سینماتوگرافی روسیه و کارگردان سرشناس روس که در حال ساخت فیلمی از زندگینامهٔ گریبایدوف بود اعلام نمود: «ما ثابت کردیم که 'اراذل و اوباش عصبانی مسلمان' مسبب قتل گریبایدوف نبودند. بلکه این قتل سیاسی به شکل خونسردانه‌ای توسط بریتانیایی‌ها طراحی و اجرا شده بود.» وی بر این باور بود که «گریبایدوف مانعی در راه ابریشم بود. آن‌ها از تمام خصوصیات اخلاقی او سوءاستفاده کردند: تندخویی، جاه‌طلبی و حسادت معینی نسبت به الکساندر پوشکین. آن‌ها او را به لحظه‌ای رساندند که دیگر راه خروجی وجود نداشت و او به قتل رسید.»

## پیامدها

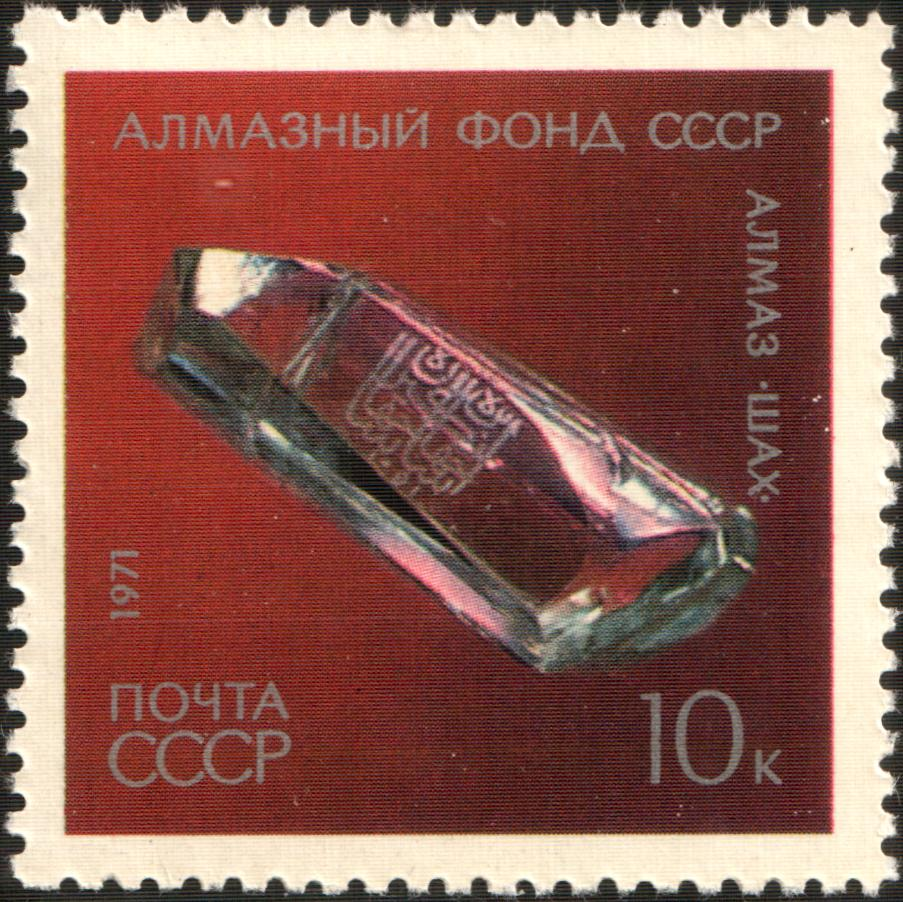
نگارهٔ الماسِ شاه روی تمبر اتحاد سابق جماهیر شوروی در سال ۱۳۵۰

با قتل گریبایدوف، ایران و روسیه در آستانهٔ جنگ دیگری قرار گرفتند که با اعزام هیئتی عالی‌رتبه شامل خسرو میرزا قاجار پسر عباس میرزا، میرزا تقی‌خان (بعدها امیرکبیر) و محمدخان زنگنه امیرنظام به مسکو با در دست داشتن نامهٔ عذرخواهی فتحعلی‌شاه برای تزار نیکلای یکم، کار به مصالحه کشید و میرزا مسیح به تقاضای دولت روس به کربلا تبعید شد.
همچنین فتحعلی‌شاه به منظور دلجویی و خون‌بها الماس گرانبهای ۸۸ قیراطی (معروف به الماس شاه) که هنگام فتح هندوستان به دست نادرشاه افشار افتاده بود را توسط نوه‌اش خسرو میرزا در سنت پترزبورگ به تزار نیکلای یکم تقدیم کرد.
هرچند تلاش گریبایدوف برای تعدیل غرامتی که روسیه از ایران می‌خواست با نظر مساعد دولت روسیه مواجه نشده بود اما پس از مرگ او، وقتی شاه ایران فرستادگانی ویژه برای پوزش از قتل گریبایدوف و همراهانش نزد امپراتور روسیه فرستاد تزار پذیرفت بخشی از بدهی ایران تخفیف یابد.

## یادمان‌ها

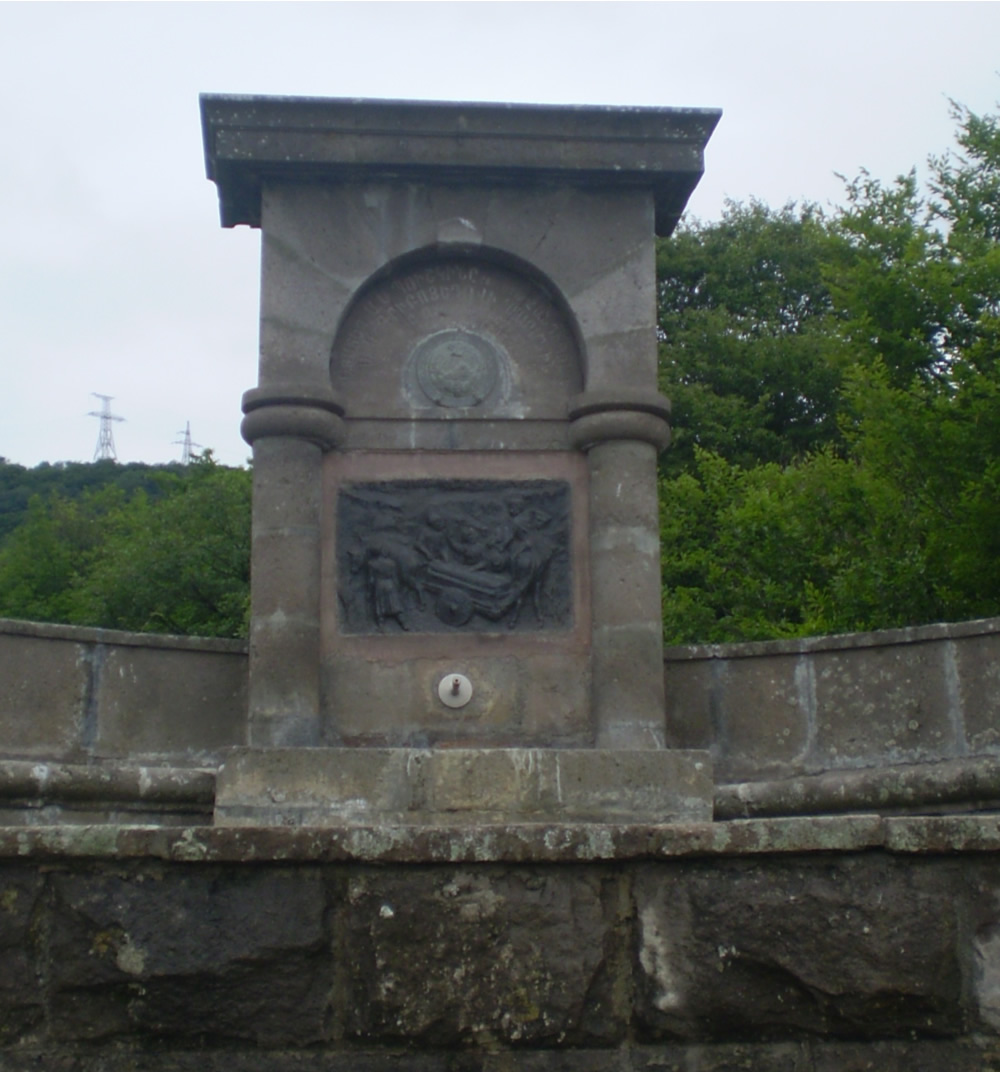
بنای یادبود گریبایدوف در دیلیجان، ارمنستان

مجسمه‌های فراوانی از گریبایدوف و همچنین چندین تئاتر، موزه، کتابخانه، مرکز آموزشی و خیابان در کشورهای روسیه، ارمنستان، گرجستان، اوکراین، بلاروس، مولداوی، قزاقستان، ترکمنستان و آرتساخ به نام او یافت می‌شود. در روسیه همچنین سکهٔ دو روبلی، مدال افتخار و دو مجموعه تمبر به افتخار وی موجود است.
ولادمیر بکلمیشف، پیکرتراش روسی، در سال ۱۹۰۴ به مناسبت هفتاد و پنجمین سالگرد حمله به سفارت، بنای یادبود برنزی از گریبایدوف ساخت که در کنار ساختمان سفارت روسیه در تهران نصب شد. در دههٔ ۱۹۶۰، گریگوری زایتسف، سفیر وقت شوروی، با توجیه این‌که این بنای یادبود، ایرانیان را به یاد رویدادی ناخوشایند در تاریخ روابط روسیه و ایران می‌اندازد، دستور داد آن را به یک ساختمان مسکونی نزدیک‌تر کنند اما یادبود پس از مدتی به جای خود بازگردانده شد. رسانه‌ای شدن تصویر حضور لوان جاگاریان، سفیر روسیه، در برابر این بنا در بهمن ۱۴۰۰ واکنش‌های فراوانی را در ایران به همراه داشت.
یوری تینیانوف نویسنده در سال ۱۹۲۸ رمان مرگ وزیر مختار را نوشت که سریالی نیز در سال ۲۰۱۰ بر اساس آن در روسیه ساخته شد. این کتاب و سریال هر دو دارای صحنه‌هایی از حمله به سفارت هستند. در سال ۲۰۰۲ نیز در فیلم کشتی روسی مراسم پذیرفتن خسرو میرزا نوهٔ فتحعلی‌شاه در کاخ زمستانی و پذیرفتن الماس شاه از او توسط تزار نیکلای به نمایش درآمد.
مجموعهٔ تلویزیونی وزیرمختار به کارگردانی سعید نیک‌پور نیز که در سال ۱۳۷۰ در ایران ساخته شد، زندگی گریبایدوف و رخداد حمله به سفارت روسیه را به تصویر می‌کشد.